# André Osterritter
André Osterritter, eigentlich Andreas Osterritter (* 26. April 1906 in Bonn; † 8. August 1957 in Bad Godesberg) war ein deutscher Maler, Grafiker und Karikaturist.

## Leben

### Ausbildung und Weltkriegszeit
Osterritter wurde als ältestes von sieben Kindern in Bonn geboren. Früh schon verspürte er den Wunsch, Künstler zu werden und begann eine Ausbildung zum Grafiker in Köln, Düsseldorf und München. In Düsseldorf machte er sein Examen zum Kunstmaler und nahm außerdem Privatunterricht im Zeichnen und Malen in München, Saarbrücken und Berlin („Sperling-Schule“).
Am 6. Februar 1931 heiratete er Käthe Wolbert, am 8. August kam seine Tochter Gerda (verstorben 2010) zur Welt.
Im Mai 1933 nahm er – wohl zum ersten Mal – an einer Ausstellung teil, die unter dem Titel Kunst und Wissen im damaligen Bonner Stadtmuseum in der Villa Obernier unter Beteiligung der lokalen Künstlerschaft stattfand.
Von 1934 bis 1937 war er freiberuflich für die Universität Bonn und die Bonner Landwirtschaftskammer tätig, wo er, wie er später selbstironisch sagte, „vor allem heroische Hasen“ zu zeichnen hatte. In diese Zeit fallen seine ersten Pressekarikaturen.
Zwischen 1938 und 1940 war Osterritter als Grafiker an den Westwall verpflichtet. Während des Zweiten Weltkrieges wurde er zweimal zur Luftwaffe nach Blankenese bei Hamburg einberufen, jeweils aber nach wenigen Wochen wieder entlassen. Ein Ohrenleiden machte ihm den Kriegsdienst unmöglich. Während der Kriegszeit verlangte außerdem die Dynamit Nobel AG in Troisdorf nach seinen grafischen Diensten.

### Nach 1945
Im November 1946 wurde seine Ehe geschieden. Im Januar 1947 heiratete Osterritter die Musiklehrerin und Pianistin Mia Wimmer. Gemeinsam mit ihr bewohnte er eine Wohnung in Bad Godesberg-Mehlem, wo er auch sein Atelier einrichtete.
In den ersten drei Nachkriegsjahren war Osterritter freiberuflich als Zeichner und Grafiker tätig, unter anderem für die Jugendbewegung der belgischen Militärbehörde in Bad Godesberg und die Hans Fischerkoesen-Filmproduktion. Ab 1948 arbeitete er hauptberuflich als Grafiker im Planungsamt der Stadt Bonn und war maßgeblich am grafischen Erscheinungsbild der neu entstehenden Bundeshauptstadt beteiligt. Darüber hinaus war er als freischaffender Maler, Zeichner und Karikaturist erfolgreich. Vor allem seine zahlreich veröffentlichten Pressekarikaturen (unter anderem in der „Bonner Rundschau“ und der „Rhein-Zeitung“) machten ihn über die Grenzen seiner Heimatstadt hinaus bekannt.
André Osterritter schuf grafische Arbeiten unterschiedlichster Art für die Stadt Bonn und für Handel und Gewerbe, Entwürfe für Wagen zum Rosenmontagszug und für mindestens zwei der offiziellen Bonner Karnevalsorden, aufwendige Wandmalereien (z. B. für die alte Münsterschule und die Villa Friede in Mehlem), Zeichnungen von Bad Godesberger und Bonner Ortsansichten, die ebenfalls in der Presse veröffentlicht wurden. Ergänzend muss man dieser Aufzählung seine Tätigkeit als Illustrator („Die Bonner Rheinbrücke“, „Bonner Welttheater“) und – wenn auch nur selten – als Polizeizeichner hinzufügen.
Landschaften und Städteansichten schuf Osterritter größtenteils in Ölmalerei auf Karton. Kennzeichnend bei diesen Arbeiten war stets ein recht großzügiger Farbauftrag in mehr gespachtelter denn mit dem Pinsel ausgeführter Technik.
Am 8. August 1957 starb Osterritter völlig unerwartet in seiner Wohnung in Mehlem. Sein Grab befindet sich auf dem Mehlemer Friedhof; an seiner Seite ruht seit 1978 seine erste Ehefrau Käthe, die auch nach der Scheidung und beider Wiederverheiratung Osterritters große Liebe geblieben war.
Die Familie Osterritter ist auch heute noch künstlerisch aktiv: Andé Osterritters Neffe Maximilian Osterritter († 1999), Bühnenpartner von Christoph Schunck, war Kabarettist – sein Enkel Gerd J. Pohl ist Puppenspieler.

### Würdigung
Das Werk Osterritters blieb nach seinem Tod über viele Jahre nahezu unbeachtet. Erst seit Ende der 1990er-Jahre finden seine Arbeiten wieder größere Beachtung und wurden in mehreren Ausstellungen gezeigt. Die Bonner Oberbürgermeisterin Bärbel Dieckmann schrieb anlässlich einer Werkschau im Oktober 2000: „Seine Heimatstadt und ihre Menschen durchziehen als Motiv sein gesamtes künstlerisches Werk. Er hat Bonn als werdende Hauptstadt gezeichnet, porträtiert und künstlerisch begleitet. Mit seinen Zeichnungen […] hat er so die Bonner in der Zeit des Mangels aber auch der Hoffnung zum Schmunzeln gebracht.“

## Ausstellungen (Auswahl)
- 1933 Kunst und Wissen: Gruppenausstellung in der Villa Obernier (Städtisches Kunstmuseum), Bonn
- 2000 Mit spitzer Feder gegen schwierige Zeiten: Karikaturen im Haus der Springmaus, Bonn
- 2000 Lebenslinien eines Bonner Malers: Ölgemälde, Aquarelle, Zeichnungen, Karikaturen und persönliche Gegenstände aus dem Nachlass Osterritters im Haus an der Redoute, Bad Godesberg
- 2008 André Osterritter: Karikaturen aus dem Bonn der 50er Jahre: Karikaturen in der Stadtteilbücherei Bonn-Tannenbusch